# Скоростной трамвай Норфолка
Скоростной трамвай Норфолка (англ. Tide Light Rail) система легкорельсового транспорта — скоростного трамвая в Норфолке (штат Виргиния, США). Она состоит из одной линии и насчитывает 11 станций. Открыта 19 августа 2011 года. Управляется компанией Hampton Roads Transit, которая также управляет другими видами общественного транспорта агломерации Хэмптон-Роудс.

## История
В ноябре 1999 года в городе Вирджиния-Бич был проведен референдум по вопросу строительства линии скоростного трамвая, соединяющей курортную зону этого города и городской центр Норфолка. Жители Вирджиния-Бич отвергли выдвинутое предложение. В результате маршрут будущей линии стал ограничен территорией Норфолка и обрывался на границе двух городов. В июне 2007 года для системы было выбрано название «The Tide» (с англ. — «морская волна»). 1 октября федеральная транспортная администрация США выделила грант на строительство в размере 128 миллионов долларов. Ещё около ста миллионов было выделено другими федеральными источниками, штатом Виргиния, и городским бюджетом Норфолка. В процессе строительства первоначальная сумма увеличилась до 318,5 миллионов. Торжественное открытие системы состоялось 19 августа 2011 года в 6 часов утра.

## Инфраструктура

### Трасса
Общая длина маршрута, имеющего 11 станций, составляет 11,9 км. Его восточная часть проходит по полосе землеотвода, ранее занимаемой железнодорожными путями. Одноуровневые пересечения с автомобильными дорогами на этом участке функционируют как железнодорожные переезды и имеют шлагбаумы. Западная часть, проложенная через центр города, в основном проходит по улицам и имеет несколько одноуровневых пересечений, регулируемых светофорами, не предоставляющими приоритет трамваю. Время движения между конечными станциями составляет около 25 минут.

### Подвижной состав
Система располагает 9 одиночными вагонами Siemens S70, из которых на линии в час пик находится шесть, что дает интервал движения равный 10 минутам. В первые дни работы системы в связи с большим притоком пассажиров одновременно использовалось восемь вагонов. Количество сидячих мест каждом вагоне составляет 68 штук, а общая вместимость 160—180 пассажиров.

## Осуществление перевозок
Первые десять дней система работала в демонстрационном режиме с бесплатным проездом. При этом перевозки с 26 по 28 августа были ограничены в связи с Ураганом «Айрин». С 29 августа 2011 года была введена плата за проезд в размере 1,50 долларов и установлен обычный график работы. Поезда следуют со средним интервалом 15 минут, минимальный интервал в 10 минут приходится на час пик, максимальный составляет 30 минут, это поздний вечер и утро субботы. Движение открыто с 6 часов утра до 10 часов вечера(до полуночи в пятницу и субботу). В воскресные дни часы работы сокращены: с 11 часов утра до 9 часов вечера. Компания-оператор ежедневно предоставляет на своем сайте данные по количеству перевезенных пассажиров в первые дни работы пассажиропоток достигал отметки 27 000 человек в день, а после введения платы за проезд снизился до 4 000 — 6 000. Ежемесячная стоимость эксплуатации системы оценивается в 500 000 долларов.

## Перспективы
Город Вирджиния-Бич приобрел участок полосы землеотвода заброшенной железной дороги, начинающейся от восточного конца существующей трамвайной линии в Норфолке. В настоящее время решается вопрос о его использовании для строительства продолжения трамвайного маршрута на территорию Вирджиния-Бич, либо системы скоростного автобусного транспорта. На референдуме 6 ноября 2012 года 62 % проголосовавших жителей Вирджиния Бич одобрили такое расширение трамвайной системы. Его стоимость будет определена к 2014 году. Обсуждаются предложения о различных вариантах продления трамвайной линии до военно-морской базы «Норфолк». Возможно продление в соседние города Ньюпорт-Ньюс и Чесапик, а также иные направления расширения сети.